# Distretto di Sengerema
Il distretto di  Sengerema è un distretto della Tanzania situato nella regione di Mwanza. È suddiviso in 34 circoscrizioni (wards) e conta una popolazione di 663 034 abitanti (censimento 2012). 
- Bulyaheke
- Bupandwa
- Busisi
- Buyagu
- Buzilasoga
- Chifunfu
- Ibisabageni
- Igalula
- Igulumuki
- Irenza
- Kafunzo
- Kagunga
- Kalebezo
- Kasenyi
- Kasungamile
- Katunguru
- Katwe
- Kazunzu
- Kishinda
- Lugata
- Maisome
- Mwabaluhi
- Nyakaliro
- Nyakasasa
- Nyakasungwa
- Nyamatongo
- Nyamazugo
- Nyampande
- Nyampulukano
- Nyanzenda
- Nyatukala
- Nyehunge
- Sima
- Tabaruka